# Villares de Órbigo
Villares de Órbigo és un municipi de la província de Lleó a la comunitat autònoma de Castella i Lleó. Forma part de la comarca d'Esla-Campos.

## Demografia
| 1991  |  | 1996  |  | 2001 |  | 2002 |  | 2004 |
| ----- |  | ----- |  | ---- |  | ---- |  | ---- |
| 1.050 |  | 1.028 |  | 890  |  | 904  |  | 858  |